# Phổ An, Kiềm Tây Nam
Phổ An (chữ Hán giản thể: 普安县, bính âm: Pǔ'ān Xiàn, âm Hán Việt: Phổ An huyện) là một huyện thuộc Châu tự trị dân tộc Bố Y và dân tộc Miêu Kiềm Tây Nam, tỉnh Quý Châu, Cộng hòa Nhân dân Trung Hoa. Huyện này có diện tích 1429 ki-lô-mét vuông, dân số năm 2002 là 290.000 người. Mã số bưu chính là 561500, huyện lỵ đóng ở trấn Bàn Thủy. Huyện Phổ An được chia thành 8 trấn và 6 hương.
- Trấn: Bàn Thủy, Địa Qua, Giang Tây Pha, Lâu Hạ, Tam Bản Kiều, Thanh Sơn, Quán Tử Diêu và Long Ngâm.
- Hương: Bạch Sa, Cao Miên, Tuyết Phố, Tân Điếm, Sào Duyên và La Hán.